# Nordeste da Ásia

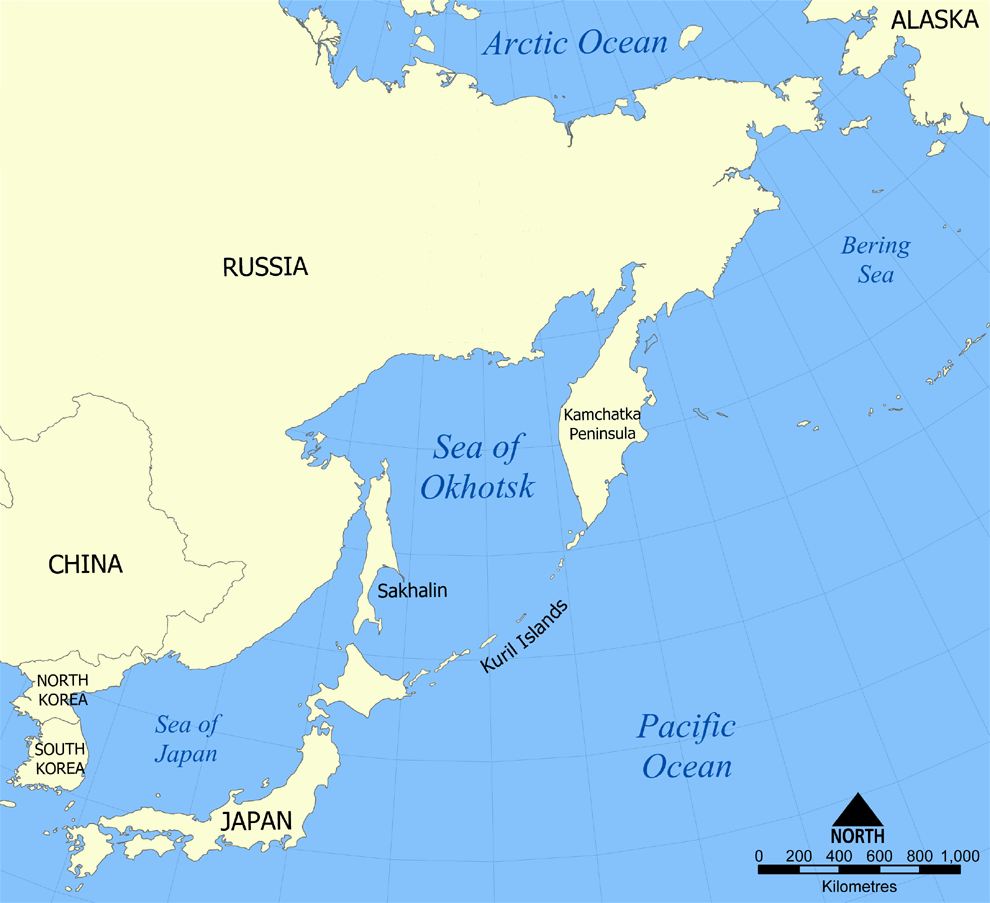
Mapa aproximado da região

Nordeste da Ásia refere-se à sub-região nordeste da Ásia centrado na Península Coreana e Japão.
Em Geopolítica, o Conselho de Relações Exteriores define o nordeste da Ásia como o Japão, Coreia do Norte e Coreia do Sul, uma parte do norte Ásia Oriental. China e Rússia muitas vezes são incluídos na discussão geopolítica da região, na medida dos seus interesses e políticas interagem com os do Japão e Coreias. O Mar do Japão, o Mar Amarelo, e às vezes o Mar de Okhotsk e Mar da China Oriental estão incluídas nas discussões sobre a região.
Em Biogeografia, em geral, refere-se a aproximadamente a mesma área, mas inclui nordeste da China e o Extremo Oriente Russo entre Lago Baikal na Sibéria Central, e o Oceano Pacífico.